# Katsuyuki Nakasuga
Katsuyuki Nakasuga (9 de agosto de 1981, Prefectura de Fukuoka, Japón) es un piloto de motociclismo japonés. Él compite con una Yamaha YZF-R1 en el MFJ All Japan JSB1000 Championship.

## Biografía
Compitió en el MFJ All Japan Road Race GP250 Championship entre 1999 y 2005, Nakasuga se trasladó al All Japan Superbike Championship, ganando el título en 2008, 2009, 2012, 2013, 2014, 2015 y 2016 para Yamaha.
Nakasuga hizo su debut en MotoGP en el Circuito de Valencia en la última carrera de la temporada 2011 como reemplazo del lesionado Jorge Lorenzo, terminando en un gran sexto puesto. En 2012, hizo una aparición como wild card para Yamaha en su carrera en casa en Motegi, terminando noveno, antes de hacer otra aparición para el equipo de fábrica en Valencia, esta vez en lugar del lesionado Ben Spies. Aprovechando una pista mojada y los numerosos retiros por delante, Nakasuga pudo terminar en un distante segundo detrás del ganador de la carrera, Dani Pedrosa, convirtiéndose en el único piloto japonés que obtuvo un podio en cualquier clase durante el 2012.
Ganó las Suzuka 8 Horas en 2015 con Pol Espargaró y Bradley Smith y en 2016 con Espargaró y Alex Lowes.
Junto con su carrera de piloto oficial en el MFJ All Japan JSB1000 Championship, Nakasuga actualmente es el piloto de pruebas de Yamaha en MotoGP.

## Resultados

### Campeonato del Mundo de Motociclismo

#### Por temporada
| Temp. | Cat.   | Moto   | Equipo                                       | Carreras | Victorias | Podios | Poles | V.Ráp. | Pts. | Pos. |
| ----- | ------ | ------ | -------------------------------------------- | -------- | --------- | ------ | ----- | ------ | ---- | ---- |
| 2002  | 250cc  | Yamaha | Technospeed Nakasuga                         | 1        | 0         | 0      | 0     | 0      | 4    | 31.º |
| 2003  | 250cc  | Yamaha | SP Tadao Racing Team                         | 1        | 0         | 0      | 0     | 0      | 0    | NC   |
| 2004  | 250cc  | Yamaha | SP Tadao Racing Team                         | 1        | 0         | 0      | 0     | 0      | 0    | NC   |
| 2011  | MotoGP | Yamaha | Yamaha Factory Racing                        | 1        | 0         | 0      | 0     | 0      | 10   | 18.º |
| 2012  | MotoGP | Yamaha | Yamaha YSP Racing Team Yamaha Factory Racing | 2        | 0         | 1      | 0     | 0      | 27   | 18.º |
| 2013  | MotoGP | Yamaha | Yamaha YSP Racing Team                       | 1        | 0         | 0      | 0     | 0      | 5    | 22.º |
| 2014  | MotoGP | Yamaha | Yamalube Racing Team with YSP                | 1        | 0         | 0      | 0     | 0      | 4    | 26.º |
| 2015  | MotoGP | Yamaha | Yamaha Factory Racing Team                   | 1        | 0         | 0      | 0     | 0      | 8    | 23.º |
| 2016  | MotoGP | Yamaha | Yamalube Yamaha Factory Racing               | 1        | 0         | 0      | 0     | 0      | 5    | 23.º |
| Total |        |        |                                              | 10       | 0         | 1      | 0     | 0      | 63   |      |

#### Carreras por año
(Carreras en negrita indica pole position, carreras en cursiva indica vuelta rápida)
| Year | Class  | Bike   | 1       | 2   | 3   | 4   | 5   | 6   | 7   | 8   | 9   | 10  | 11  | 12     | 13     | 14  | 15     | 16  | 17     | 18    | Pos. | Pts. |
| ---- | ------ | ------ | ------- | --- | --- | --- | --- | --- | --- | --- | --- | --- | --- | ------ | ------ | --- | ------ | --- | ------ | ----- | ---- | ---- |
| 2002 | 250cc  | Yamaha | JPN     | RSA | SPA | FRA | ITA | CAT | NED | GBR | GER | CZE | POR | BRA    | PAC 12 | MAL | AUS    | VAL |        |       | 31.º | 4    |
| 2003 | 250cc  | Yamaha | JPN Ret | RSA | SPA | FRA | ITA | CAT | NED | GBR | GER | CZE | POR | BRA    | PAC    | MAL | AUS    | VAL |        |       | NC   | 0    |
| 2004 | 250cc  | Yamaha | RSA     | SPA | FRA | ITA | CAT | NED | BRA | GER | GBR | CZE | POR | JPN 20 | QAT    | MAL | AUS    | VAL |        |       | NC   | 0    |
| 2011 | MotoGP | Yamaha | QAT     | SPA | POR | FRA | CAT | GBR | NED | ITA | GER | USA | CZE | IND    | RSM    | ARA | JPN    | AUS | MAL C  | VAL 6 | 18.º | 10   |
| 2012 | MotoGP | Yamaha | QAT     | SPA | POR | FRA | CAT | GBR | NED | GER | ITA | USA | IND | CZE    | RSM    | ARA | JPN 9  | MAL | AUS    | VAL 2 | 18.º | 27   |
| 2013 | MotoGP | Yamaha | QAT     | AME | SPA | FRA | ITA | CAT | NED | GER | USA | IND | CZE | GBR    | RSM    | ARA | MAL    | AUS | JPN 11 | VAL   | 22.º | 5    |
| 2014 | MotoGP | Yamaha | QAT     | AME | ARG | SPA | FRA | ITA | CAT | NED | GER | IND | CZE | GBR    | RSM    | ARA | JPN 12 | AUS | MAL    | VAL   | 26.º | 4    |
| 2015 | MotoGP | Yamaha | QAT     | AME | ARG | SPA | FRA | ITA | CAT | NED | GER | IND | CZE | GBR    | RSM    | ARA | JPN 8  | AUS | MAL    | VAL   | 23.º | 8    |
| 2016 | MotoGP | Yamaha | QAT     | ARG | AME | SPA | FRA | ITA | CAT | NED | GER | AUT | CZE | GBR    | RSM    | ARA | JPN 11 | AUS | MAL    | VAL   | 23.º | 5    |

### Campeonato Mundial de Motociclismo de Resistencia

#### Por temporada
| Temp.   | Moto   | Equipo                     | Carreras | Victorias | Podios | Poles | V.Rap. | Pts. | Pos. |
| ------- | ------ | -------------------------- | -------- | --------- | ------ | ----- | ------ | ---- | ---- |
| 2015    | Yamaha | Yamaha Factory Racing Team | 1        | 1         | 1      | 1     | 1      | 35   | 30.º |
| 2016    | Yamaha | Yamaha Factory Racing Team | 1        | 1         | 1      | 1     | 1      | 35   | 31.º |
| 2016-17 | Yamaha | Yamaha Factory Racing Team | 1        | 1         | 1      | 1     | 1      | 45   | 33.º |
| 2017-18 | Yamaha | Yamaha Factory Racing Team | 1        | 1         | 1      | 0     | 0      | 45   | 11.º |
| Total   |        |                            | 4        | 4         | 4      | 3     | 3      | 160  |      |

#### Carreras Por Año
(Carreras en negrita indica pole position, carreras en cursiva indica vuelta rápida)
| Temp.   | Moto   | 1   | 2                | 3                | 4   | 5                | Pos. | Pts. |
| ------- | ------ | --- | ---------------- | ---------------- | --- | ---------------- | ---- | ---- |
| 2015    | Yamaha | LMS | SUZ Gral:1 Cls:1 | OSC              | BDO |                  | 30.º | 35   |
| 2016    | Yamaha | LMS | POR              | SUZ Gral:1 Cls:1 | OSC |                  | 31.º | 35   |
| 2016-17 | Yamaha | BDO | LMS              | OSC              | SLR | SUZ Gral:1 Cls:1 | 33.º | 45   |
| 2017-18 | Yamaha | BDO | LMS              | SLR              | OSC | SUZ Gral:1 Cls:1 | 11.º | 45   |

### Resultados en las 8 Horas de Suzuka
| Año  | Equipo                     | Copilotos                       | Moto          | Pos. |
| ---- | -------------------------- | ------------------------------- | ------------- | ---- |
| 2015 | Yamaha Factory Racing Team | Pol Espargaró Bradley Smith     | Yamaha YZF-R1 | 1.º  |
| 2016 | Yamaha Factory Racing Team | Pol Espargaró Alex Lowes        | Yamaha YZF-R1 | 1.º  |
| 2017 | Yamaha Factory Racing Team | Alex Lowes Michael van der Mark | Yamaha YZF-R1 | 1.º  |
| 2018 | Yamaha Factory Racing Team | Alex Lowes Michael van der Mark | Yamaha YZF-R1 | 1.º  |